# Kaliště Třebovice

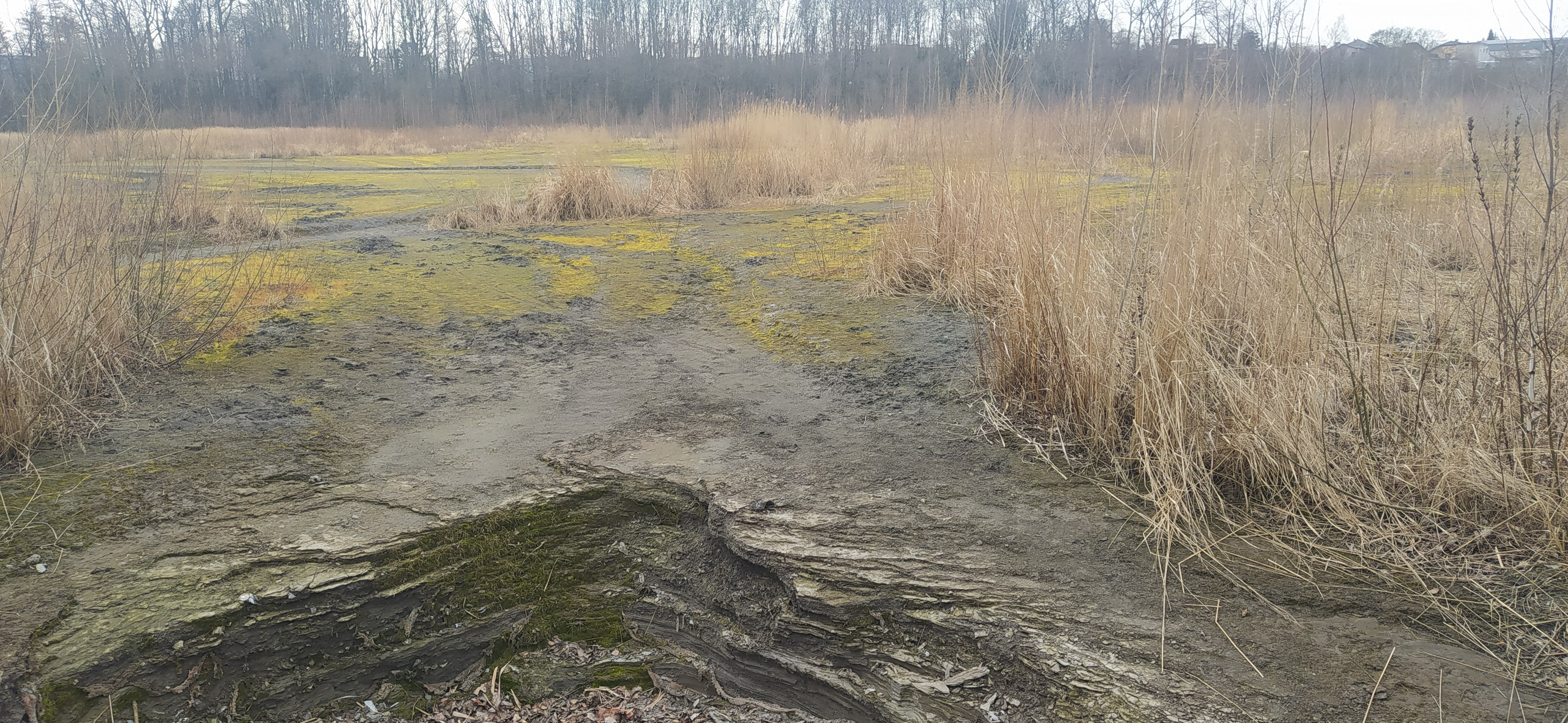
Kaliště Ostrava Třebovice

Kaliště Třebovice je odkaliště nazývané také odkaliště Třebovice. Nachází se v Ostravě-Třebovicích v Moravskoslezském kraji. Je určeno ke skladování popelovin (sedimentace hydrosměsi popílku, strusky a odpadní vody) z provozů Elektrárny Třebovice a skládá se ze dvou střídavě využívaných „lagun“ (usazovacích nádrží) označovaných jako odkaliště č. 1 a odkaliště č. 2. Kaliště je umístěno mimo areál elektrárny, hydrosměsi jsou dopravovány přes bagrovací stanici tlačnými potrubními řady a vratná voda je odváděna gravitačním potrubím zpět do dosazovacích nádrží (uzavřený cirkulační okruh). Průsakové vody jsou přes kanalizační stoku odváděny do řeky Opavy.[zdroj?]
Celková plocha odkaliště je cca 17 ha.[zdroj?]

## Další informace
Geotechnické vlastnosti náplní odkaliště omezují možnosti jiného využití této plochy po ukončení jejich provozu. Kaliště Třebovice nepředstavuje významné riziko nadlimitního ekologického znečištění vodních zdrojů či povrchových vod.

## Galerie

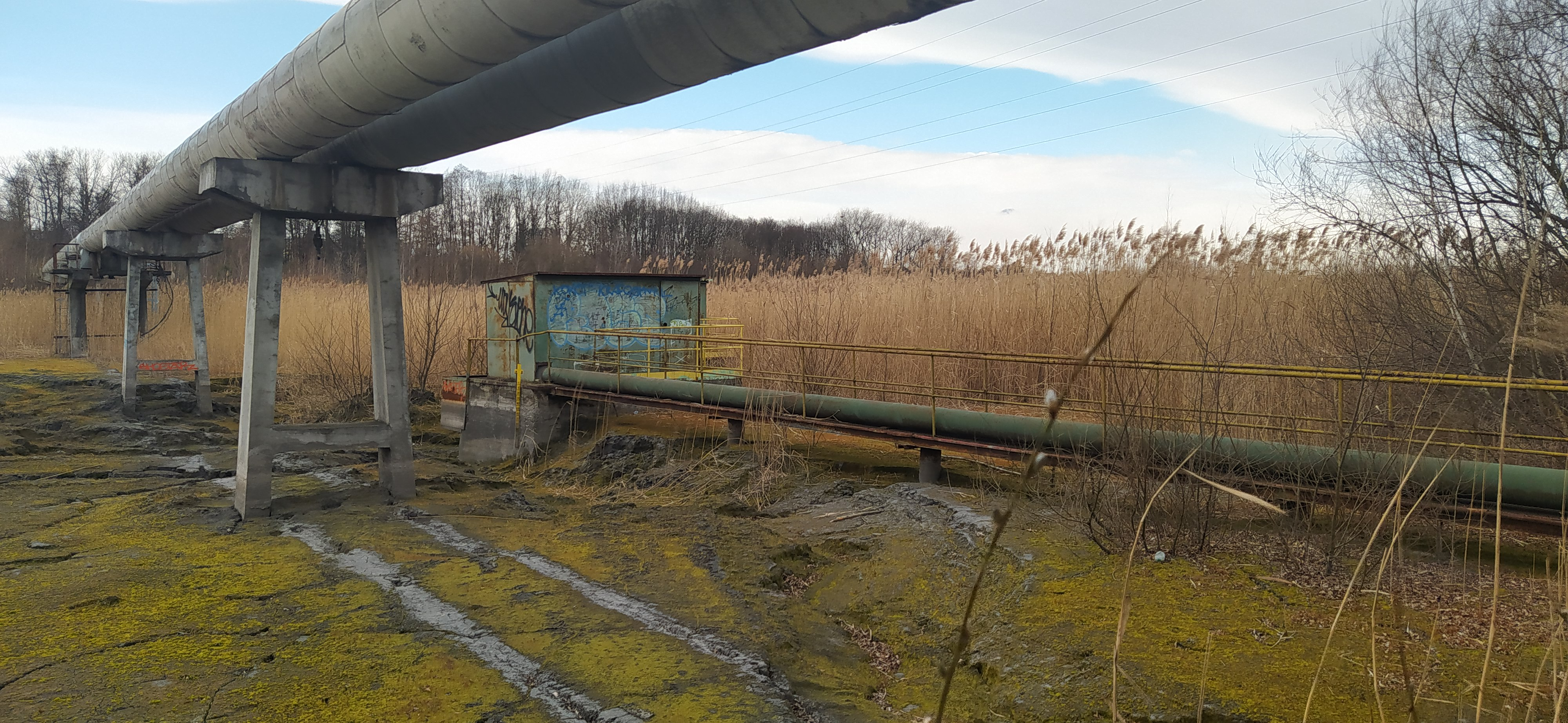
Kaliště Třebovice, potrubní systémy
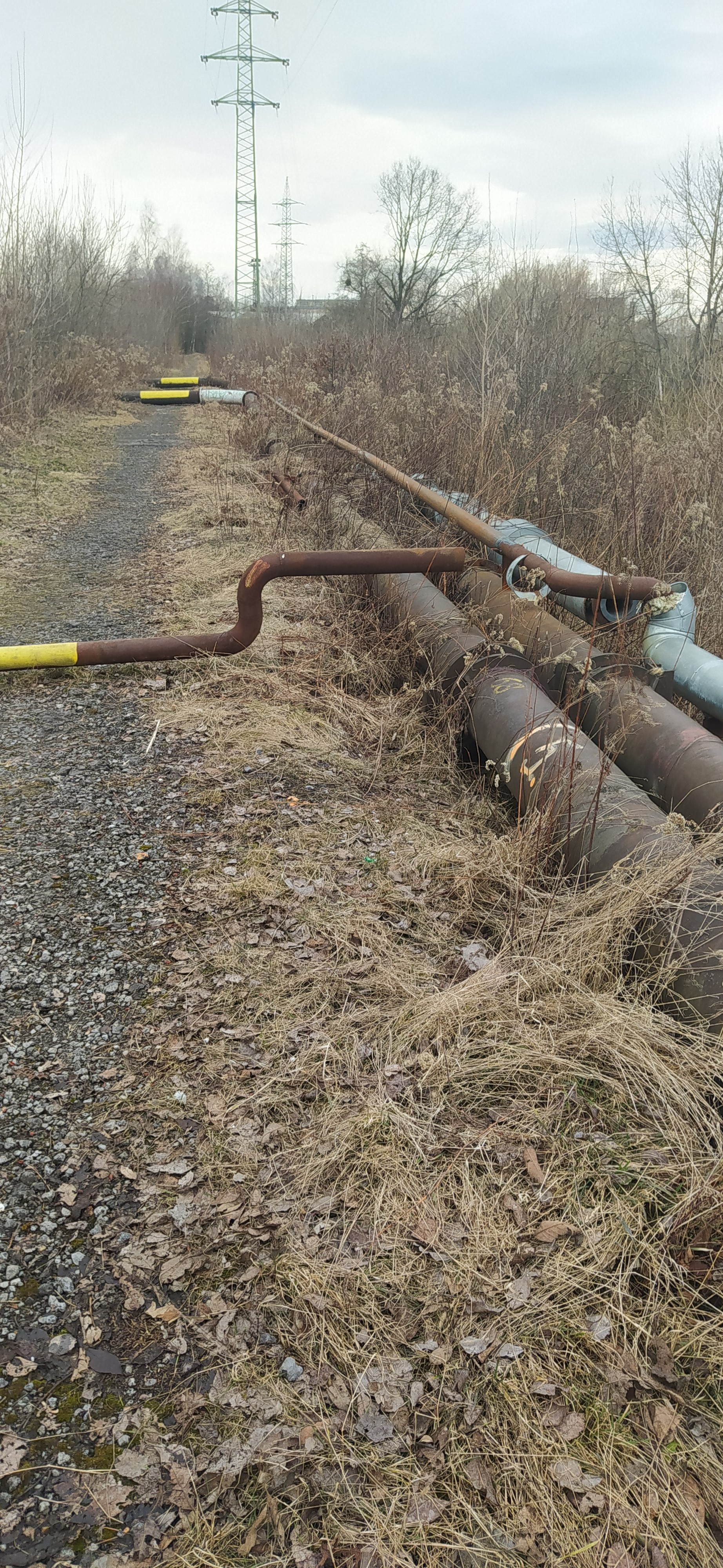
Kaliště Třebovice, potrubní systémy
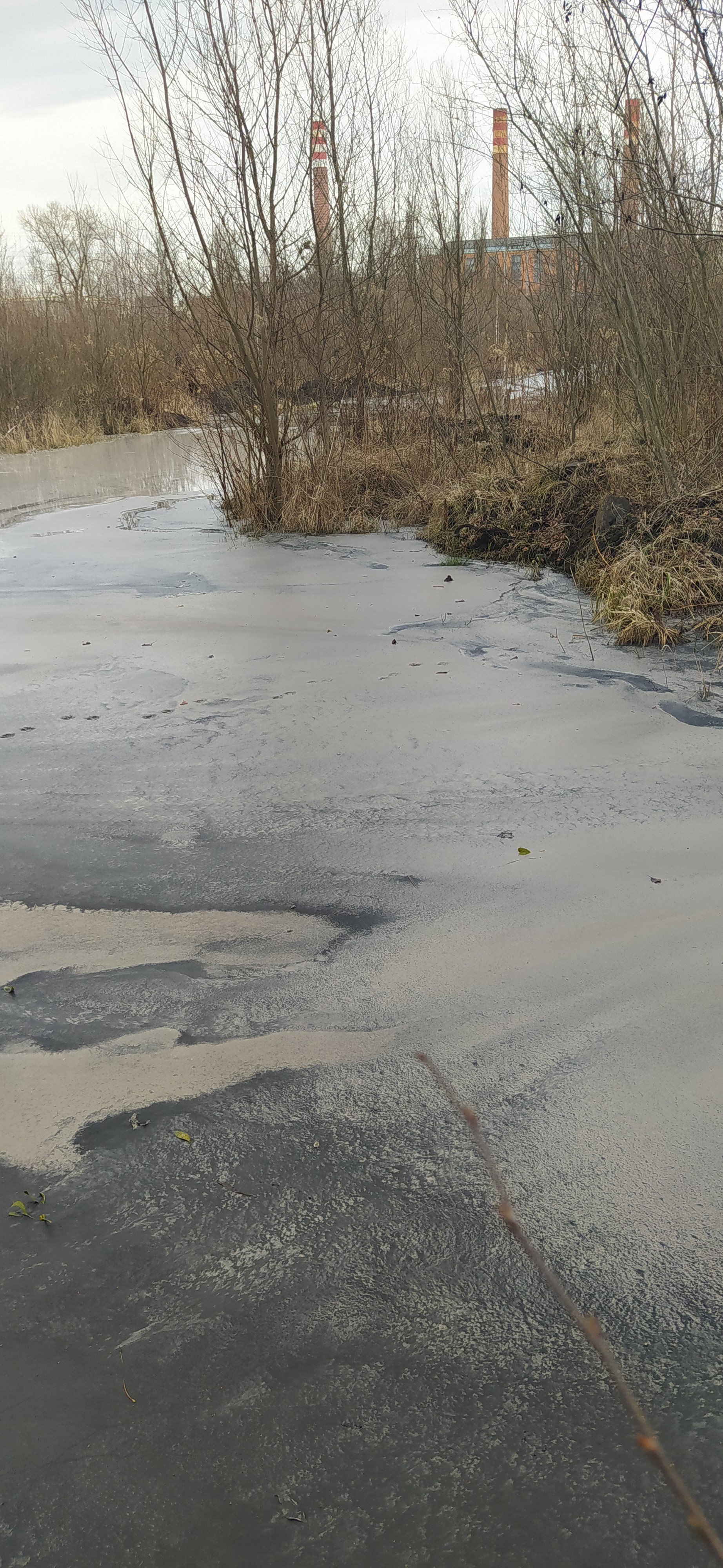
Kaliště Třebovice, v pozadí Elektrárna Třebovice
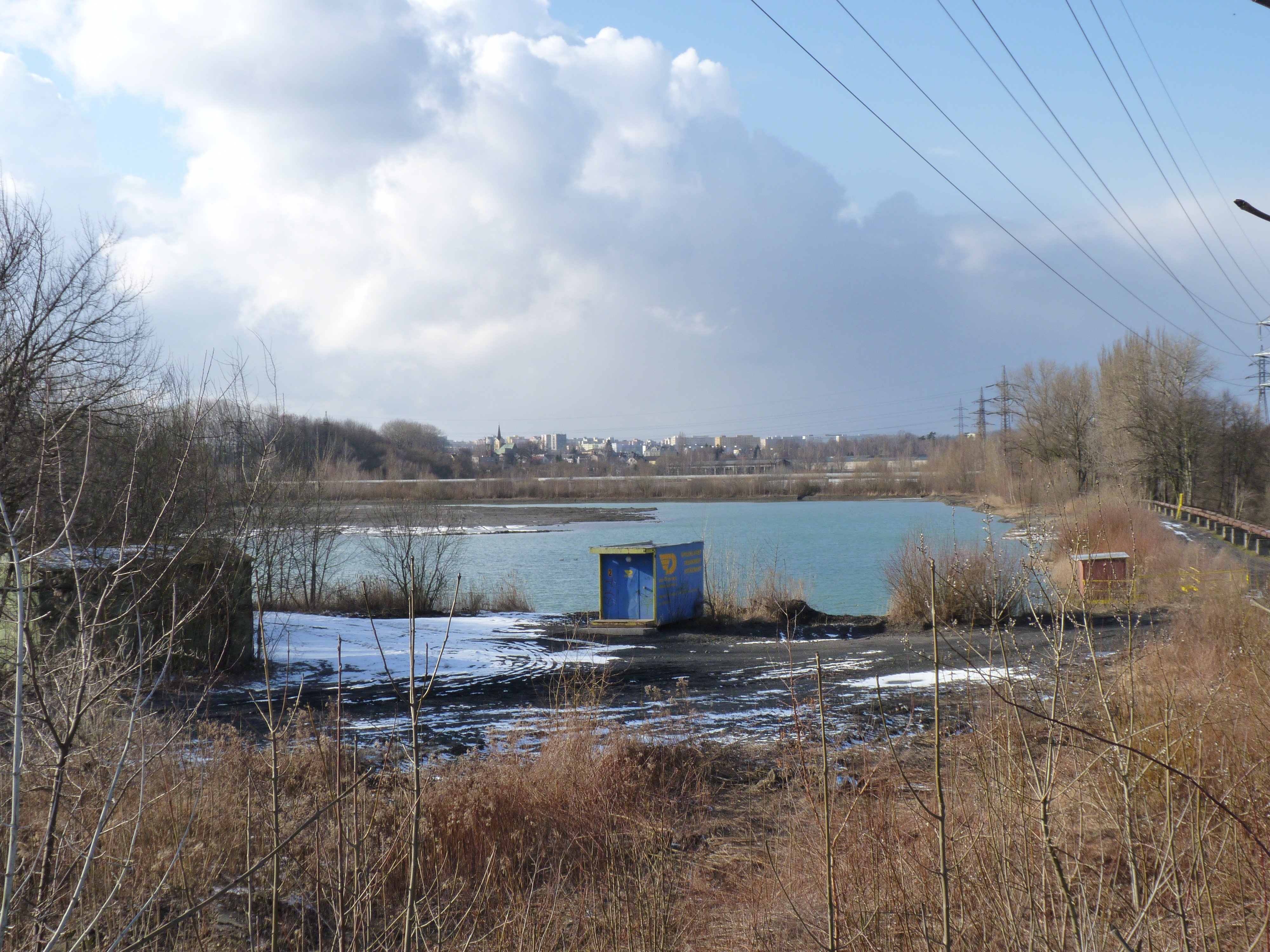
Kaliště Třebovice, pohled směrem ke Svinovu (březen 2010)